# رونی (دشتستان)
رونی، روستایی است از توابع بخش ارم در شهرستان دشتستان استان بوشهر ایران.

## جمعیت
این روستا در دهستان دهرود واقع در جاده بزپر قرار داشته و براساس سرشماری سال ۱۳۸۵ جمعیت آن ۷۴۴نفر (۱۳۰خانوار) می‌باشد.